# 御藤良基
御藤 良基（みとう りょうき、1948年7月27日 - ）は、元・毎日放送プロデューサーで、現在は光明寺住職、光明寺會舘オーナー。

## 来歴・人物
広島県尾道市出身。実家は清浄山光明寺こと浄土宗西山禅林寺派光明寺。広島大学附属福山高等学校を経て、早稲田大学卒業後の1971年に毎日放送へ入社。同期にはアナウンサーの野村啓司（元専任局長チーフパーソナリティ、フリーアナウンサー）、平松邦夫（元大阪市長）、大学の同期生でもある近藤光史（現在はフリーアナウンサー）、アナウンサー以外の局員では河内一友（現在はMBSメディアホールディングス相談役最高顧問で、毎日放送元代表取締役社長・会長）、山田厚史（元ディレクター、後に朝日新聞社を経て、現在はジャーナリスト）がいる。
毎日放送への入社後は、一貫して制作局に所属。『ワイドYOU』のプロデューサーとして「嫁と姑」という人気シリーズを生み出すなど、33年にわたってテレビ番組の制作に携わった。
2004年に毎日放送を退職した後に、尾道市へ帰郷。地元にある光明寺で、副住職を経て現在に至る。

## 手掛けた番組
- 八木治郎ショー・いい朝8時（ディレクター）
- ワイドYOU（プロデューサー）
- すてきな出逢い いい朝8時（プロデューサー→制作（チーフプロデューサー））
- 近畿は美しく（制作（チーフプロデューサー））
- 水野真紀の魔法のレストラン（制作（チーフプロデューサー））
- JAL音舞台シリーズ（2002年までは制作（チーフプロデューサー））
- 1万人の第九（2002年までは制作（チーフプロデューサー）） ほか